# Zsolt Baumgartner
Zsolt Baumgartner, nascut l'1 de gener de 1981 a Debrecen, Hongria, ha estat un pilot de Fórmula 1.
Baumgartner va disputar Grans Premis a les temporades 2003 i 2004 per les escuderies Jordan i Minardi.
Baumgartner és el primer hongarès a córrer en la màxima categoria de l'automobilisme mundial. Va fer el seu debut a la F1 precisament al Gran Premi d'Hongria de 2003, substituint al lesionat Ralph Firman a l'escuderia de Eddie Jordan. També va poder disputar el Gran Premi d'Itàlia d'aquesta temporada.
Es van realitzar moltes gestions perquè Baumgartner ocupés una de les butaques titulars de Jordan a la temporada 2004 amb el suport econòmic de la petroliera Mol Rt. L'acord però no va arribar a produir-se i això va fer que finalment firmés contracte amb Minardi. Això però va fer que Mol Rt reduís la seva aportació, el que va portar a Zsolt i els seus representants a crear el "Club de suport de Zsolt Baumgartner", una cosa semblant al que havia fet Justin Wilson l'any 2003.
Baumgartner no va destacar a la part inicial de la temporada 2004. En canvi, després de dues curses on va estar a prop, va aconseguir obtindre el primer punt de Minardi en més de 2 anys, en finalitzar al vuitè lloc al Gran Premi dels Estats Units.

## Palmarès
- Curses disputades : 20
- Punts al Campionat de pilots : 1
- Millor classificació a un G.P. : 8è (USA '04)
- Millor classificació al Campionat de pilots : 20è (2004), (24è el 2003)
- Millor posició de sortida a un G.P. : 17è